# Wickenburgallee
Die Wickenburgallee (auch: Wickenburg-Allee) ist ein kurzer Verkehrsweg in der österreichischen Landeshauptstadt Salzburg im Stadtteil Kasern. An ihm liegen unter anderem die unter Schutz stehende Lindenallee in Kasern und der Bahnhof Salzburg Kasern der Salzburger S-Bahn. Wenig abseits befinden sich die geschützten Landschaftsteile Tümpel in Kasern und Bachlauf in Kasern.

## Straße und Gebäude
Die nur rund 290 Meter lange Wickenburgallee verbindet das Gewerbegebiet von Kasern mit der Bahnstation Salzburg Kasern. Benannt ist sie seit 1989 nach der zumindest seit dem 19. Jahrhundert in Kasern ansässigen Familie Wickenburg oder im Speziellen nach dem Journalisten und Schriftsteller Erik Wickenburg (1903–1998). Das Ende des Wegs beim Zugang zur S-Bahn-Haltestelle liegt exakt an der Stadtgrenze zur Gemeinde Hallwang.
Der südwestlich-nordöstlich verlaufende Weg besteht zum kürzeren Teil (rund 80 m) als Zufahrtsstraße zu den Hausnummern 1, 1A, 2, 3, 5 und 6. Die Hausnummer 1 ist der in der 2. Hälfte des 19. Jahrhunderts erbaute und frühere Wohnsitz der gräflichen, ursprünglich aus Italien stammenden Familie Wickenburg (Villa Wickenburg). An der Fassade befindet sich als Hauszeichen ein Relief mit dem Familienwappen, das einen Greif und einen Löwen enthält, der Ähnlichkeiten mit der Löwenfigur im Wappen der in Salzburg einflussreichen, ebenfalls aus Italien stammenden Familie Lodron aufweist. Das Haus beherbergt heute eine Frühstückspension.
In Hausnummer 2 sind Unternehmen aus der Modebranche (so eine Niederlassung der PVH Corp.) angesiedelt, und in Nummer 3 befindet sich ebenfalls ein Gewerbebetrieb.

## Lindenallee in Kasern

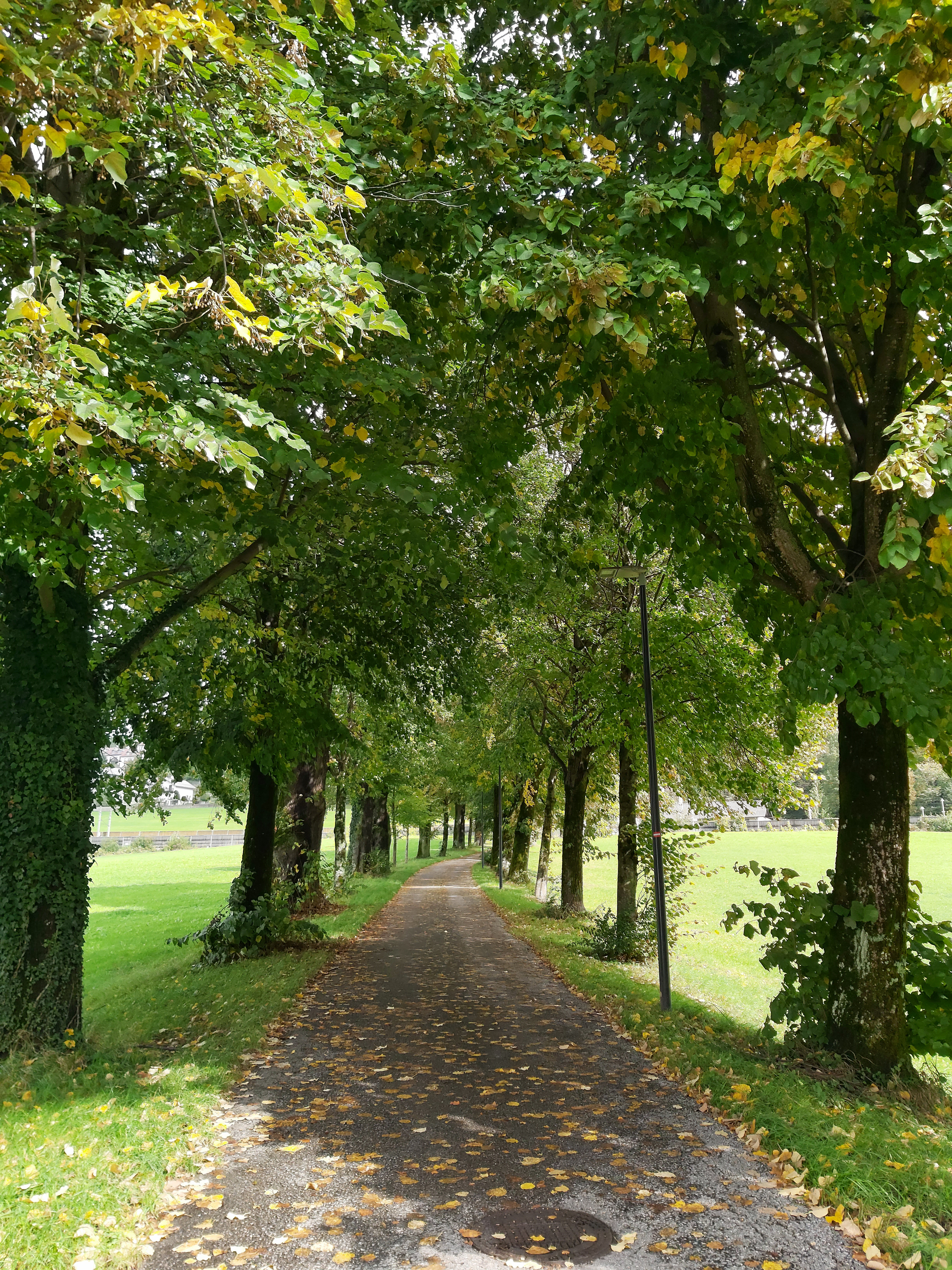
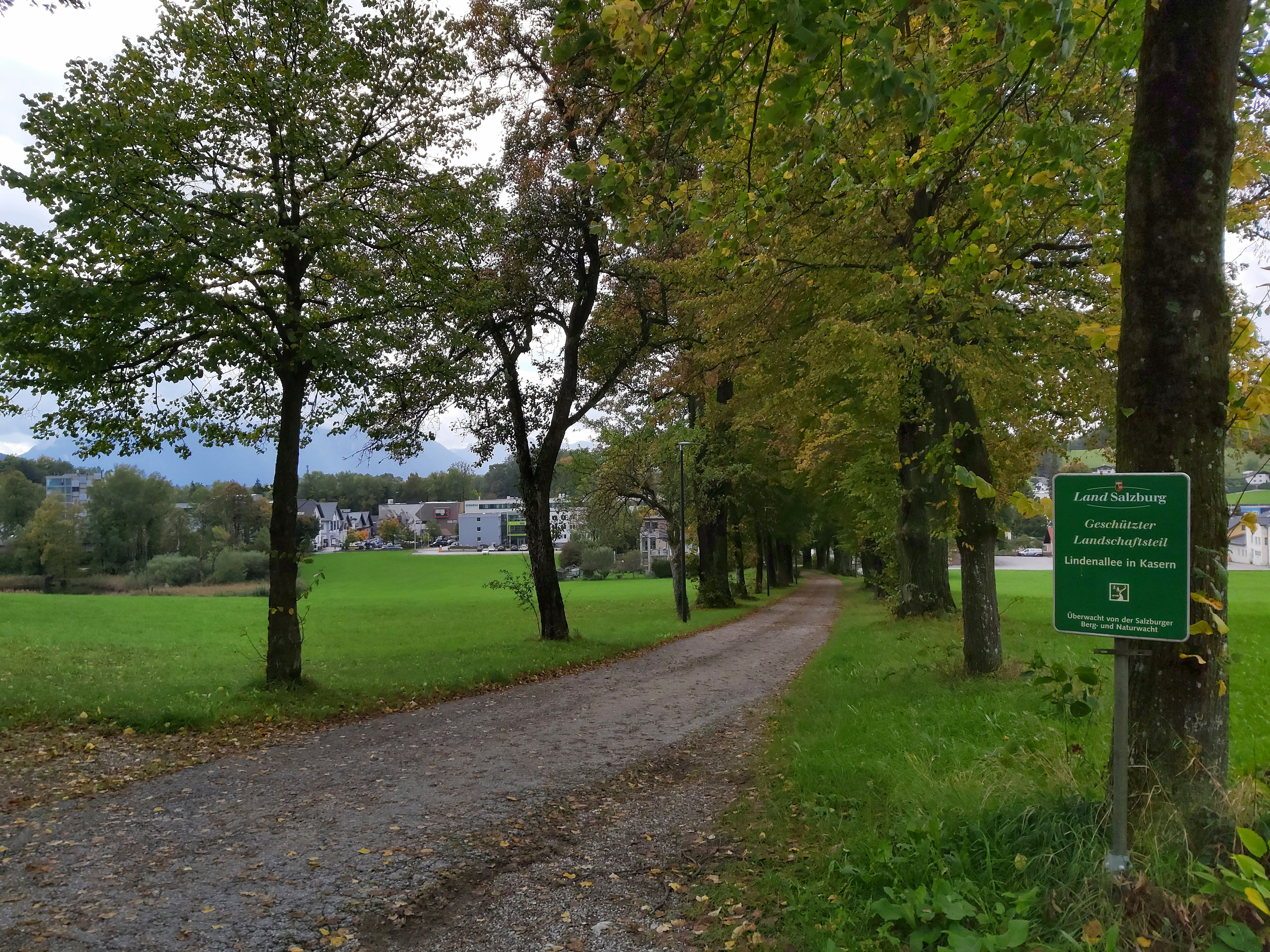
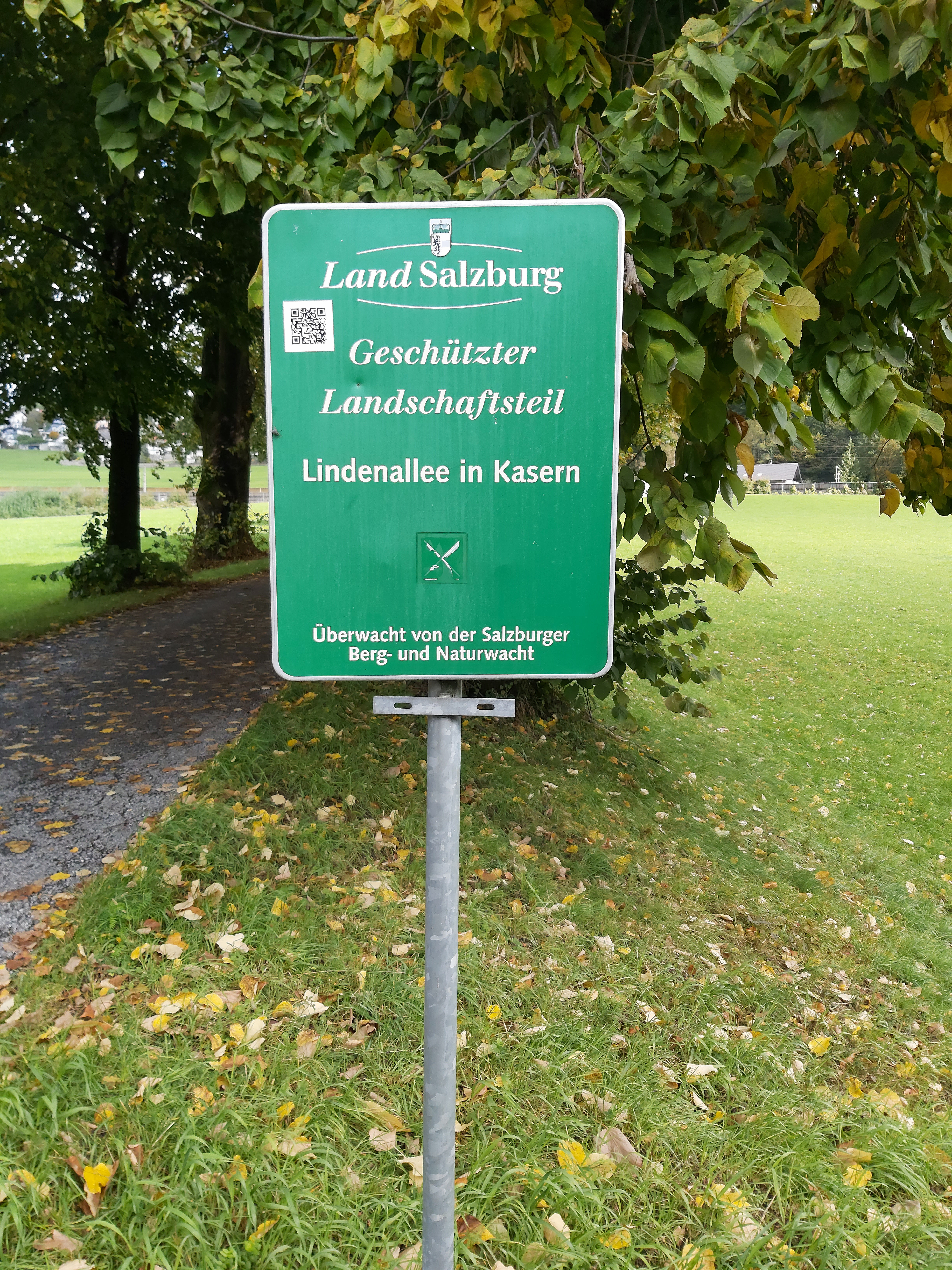

Der längere Teil der Wickenburgallee, die eigentliche Allee, ist unasphaltierter Weg und dem nicht-motorisierten Verkehr vorbehalten. Sie führt durch einen Wiesenbereich, der noch als Rest eines einstigen weitläufigen Moorgebiets (Kasernmoos, Radeckermoos, Langenmoos) in diesem Raum vorhanden ist. Die Lindenbäume wurden um 1900 von Robert Graf Wickenburg gepflanzt und sollten dem damaligen Stil entsprechen, die Umgebung von Villen nach alten Vorbildern zu gestalten. Seit Februar 1987 steht die Allee als Geschützter Landschaftsteil mit der Bezeichnung Lindenallee in Kasern unter Landschaftsschutz (GLT00056). Die Schutzwürdigkeit wird besonders mit der Landschaftsästhetik sowie mit dem ökologischen und dem Erholungswert für den Menschen begründet. Das geschützte Areal hat eine Fläche von 4801 m² (0,48 ha) und ist neben dem Tümpel in Kasern und dem Bachlauf in Kasern eines der drei geschützten Landschaftsteile in diesem Bereich.

## Tümpel in Kasern

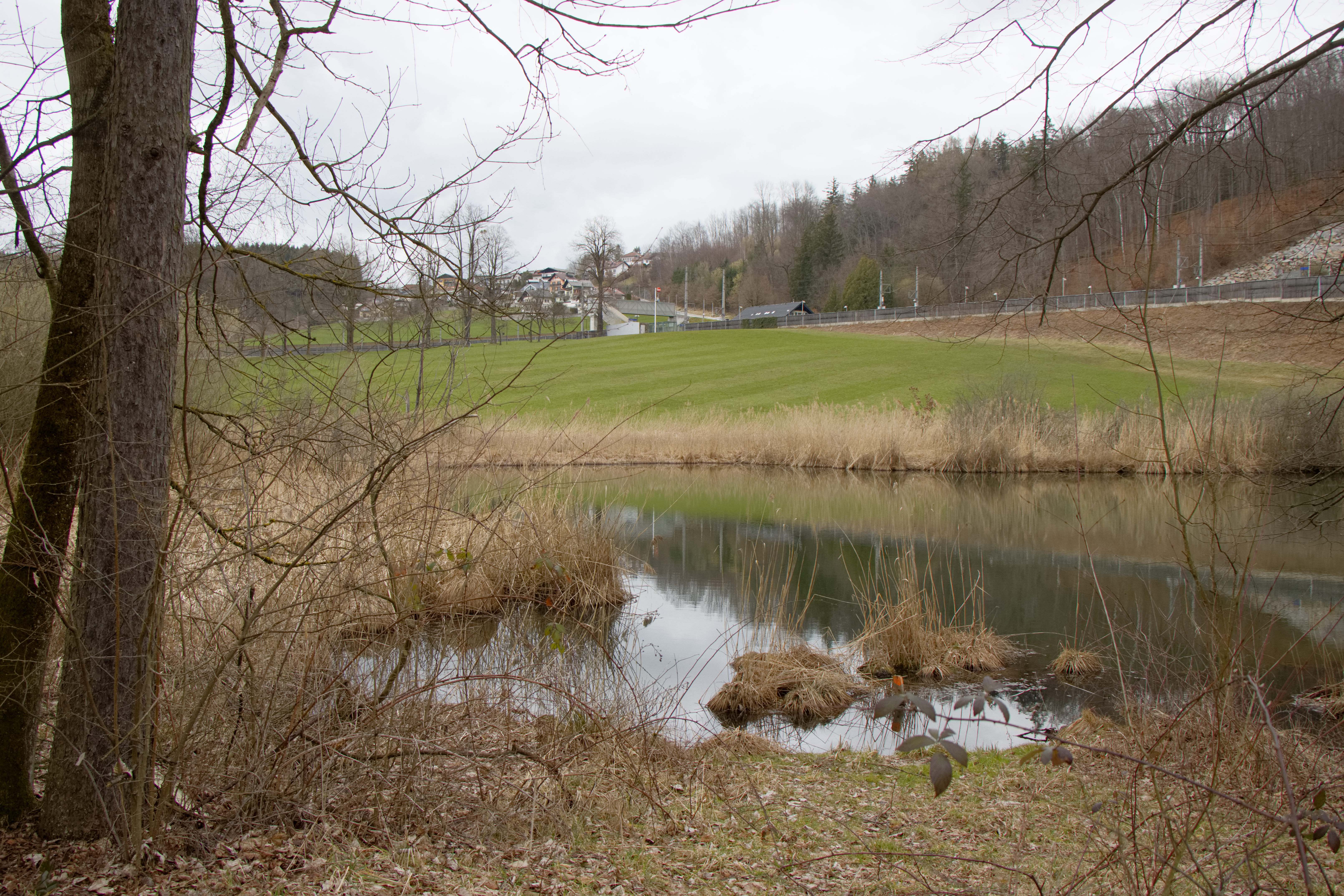
Der Tümpel in Kasern im März

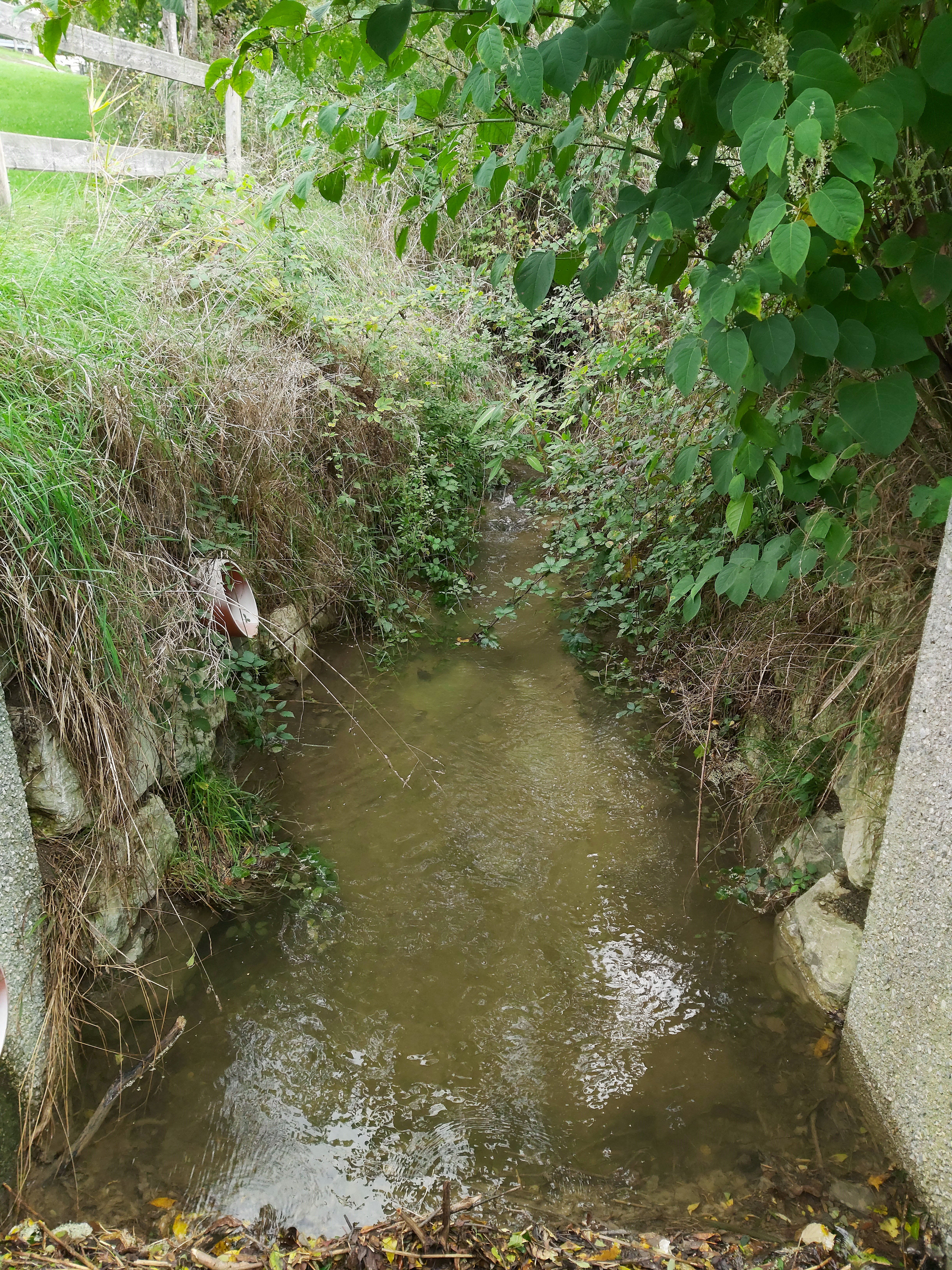
Bachlauf in Kasern

Rund 150 Meter südlich der Wickenburgallee liegt in Sichtweite der geschützte Landschaftsteil Tümpel in Kasern. Der 1,03 ha große, kreisrunde Tümpel liegt in einer moorigen Mulde und wurde 1919 als Feuerlöschteich der hierher übersiedelten Glockengießerei Oberascher angelegt, die bis in die 2000er Jahre in Betrieb war. Das geschützte Areal umfasst die Wasserfläche und die umgebende Randzone.
Im Randbereich des Sees wachsen besonders Sumpf-Segge, Sumpfdotterblume und Wiesen-Schaumkraut, später im Jahr Schachtelhalme, Wollgräser und Groß-Mädesüß. Der westliche Bereich bildet eine Schilffläche durchsetzt von Sumpf-Schwertlilie. Umgeben ist der gesamte Bereich von Feuchtwiesen. Aus der Tierwelt finden sich Wasserfrösche, Erdkröten und Ringelnattern sowie verschiedene Libellenarten.
Das Areal ist seit Jänner 1982 als Schutzgebiet (unter der Nummer GLT00021) im Naturschutzbuch Salzburg ausgewiesen. Begründet wird die Schutzwürdigkeit mit dem hohen ökologischen Wert sowie mit der Bedeutung für den Artenschutz und die Landschaftsästhetik.

## Bachlauf in Kasern
Gut 250 Meter nördlich der Wickenburgallee befindet sich der geschützte Landschaftsteil Bachlauf in Kasern. Das Areal erstreckt sich auf rund 150 Meter Länge und in einer Breite zwischen 20 und 25 Meter entlang eines kleinen Zulaufs des Plainbachs (amtliche Bezeichnung Plainbach Pb, auch als Kleinbergwegbach bezeichnet).
Entlang dieses naturnahen Bachabschnitts mit Kalkschotterbett unterbrechen Weidegehölze die landschaftliche Eintönigkeit der umgebenden Fettwiesen. Neben den verschiedenen Weidenarten finden sich Schneeball, Schwarzer Holunder, Waldreben sowie Brombeer- und Himbeerarten. Aus der Vogelpopulation wird der Raum von Zilpzalp und Mönchsgrasmücke besiedelt, vereinzelt sind auch Bach- und Gebirgsstelze anzutreffen.
Die geschützte Fläche ist 0,34 ha groß und wurde im März 1987 (mit der Nummer GLT00055) unter Schutz gestellt. Die Schutzwürdigkeit wird mit dem ökologischen und dem landschaftsästhetischen Wert begründet.

## S-Bahn-Haltestelle Salzburg Kasern

### Geschichte

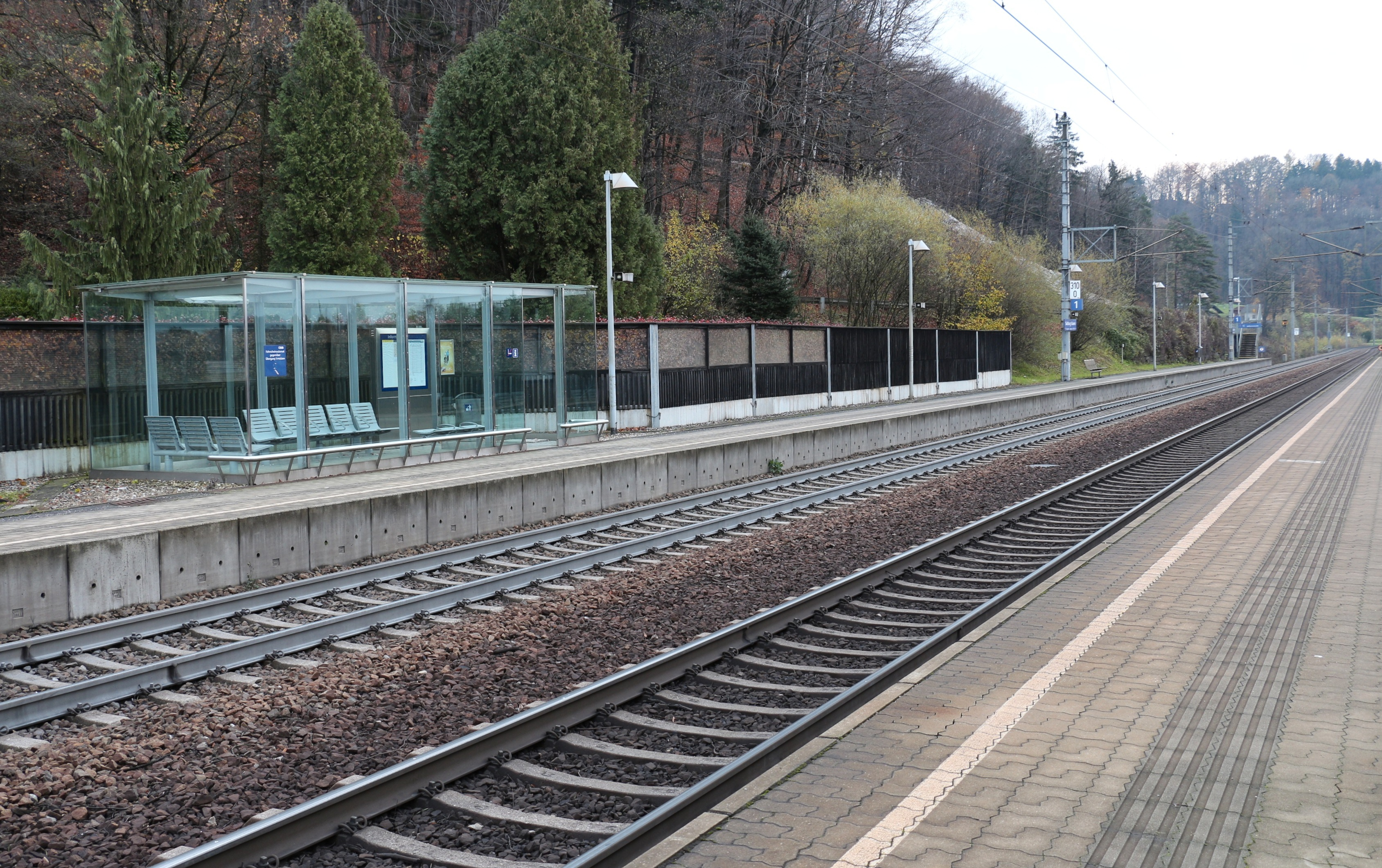
S-Bahn-Haltestelle Salzburg Kasern (2013)

Die S-Bahn-Haltestelle Salzburg Kasern am Ende der Wickenburgallee ist eine Haltestelle an der Westbahn und war bereits ein Haltepunkt der 1860 eröffneten Kaiserin Elisabeth-Bahn. Sie trug die Bezeichnung Maria Plain, benannt nach der 2 km entfernten Wallfahrtsstätte Maria Plain auf dem Plainberg im Gemeindegebiet von Bergheim. Im Zuge der Einrichtung des Salzburger S-Bahn-Systems wurden zwischen 2005 und 2013 neue Bahnhaltestellen und Bahnhöfe errichtet bzw. umgebaut, bei dem auch die Haltestelle in Kasern neu gestaltet und in Salzburg Kasern umbenannt wurde.

### Infrastruktur und Verkehr
Die Anlage erstreckt sich am östlichen Ende der Wickenburgallee entlang der Salzburger Stadtgrenze und liegt auf dem Gemeindegebiet von Hallwang im Ortsteil Berg. Zugang bzw. Zufahrt für motorisierte Fahrzeuge besteht auch von der Hallwanger Seite. Die Haltestelle verfügt über zwei Außenbahnsteige mit wettergeschützten Wartebereichen und zwei Durchgangsgleise. Es existiert keine unmittelbare Anbindung an andere Verkehrsmittel. Die nächstgelegene Bushaltestelle Lengfelden Siedlung der Salzburger Buslinie 21 (Bahnhof Bergheim–Fürstenbrunn) befindet sich knapp 400 Meter entfernt am entgegengesetzten Ende der Wickenburgallee und liegt bereits im Bergheimer Ortsteil Lengfeldensiedlung.
Bedient wird die Haltestelle im Taktverkehr von Zügen der Linie S2 der S-Bahn Salzburg sowie von Regionalzügen der Relation Freilassing–Friedburg.
| Zuggattung/ Linie | Streckenverlauf                                                                | Taktfrequenz |
| ----------------- | ------------------------------------------------------------------------------ | ------------ |
| S2                | Freilassing – Salzburg Hbf – Salzburg Kasern – Straßwalchen Bahnhof – Linz Hbf | Stundentakt  |
| Regionalzug R 21  | Freilassing – Salzburg Hbf – Salzburg Kasern – Straßwalchen West – Friedburg   | Stundentakt  |